# قاي أوين
قاي أوين هو متزلج فني كندي، ولد في 22 أغسطس 1913، وتوفي في 21 أبريل 1952.